# Neoblattella carcinus
Neoblattella carcinus es una especie de cucaracha del género Neoblattella, familia Ectobiidae.

## Distribución
Esta especie se encuentra en República Dominicana.